# Anselm Grün

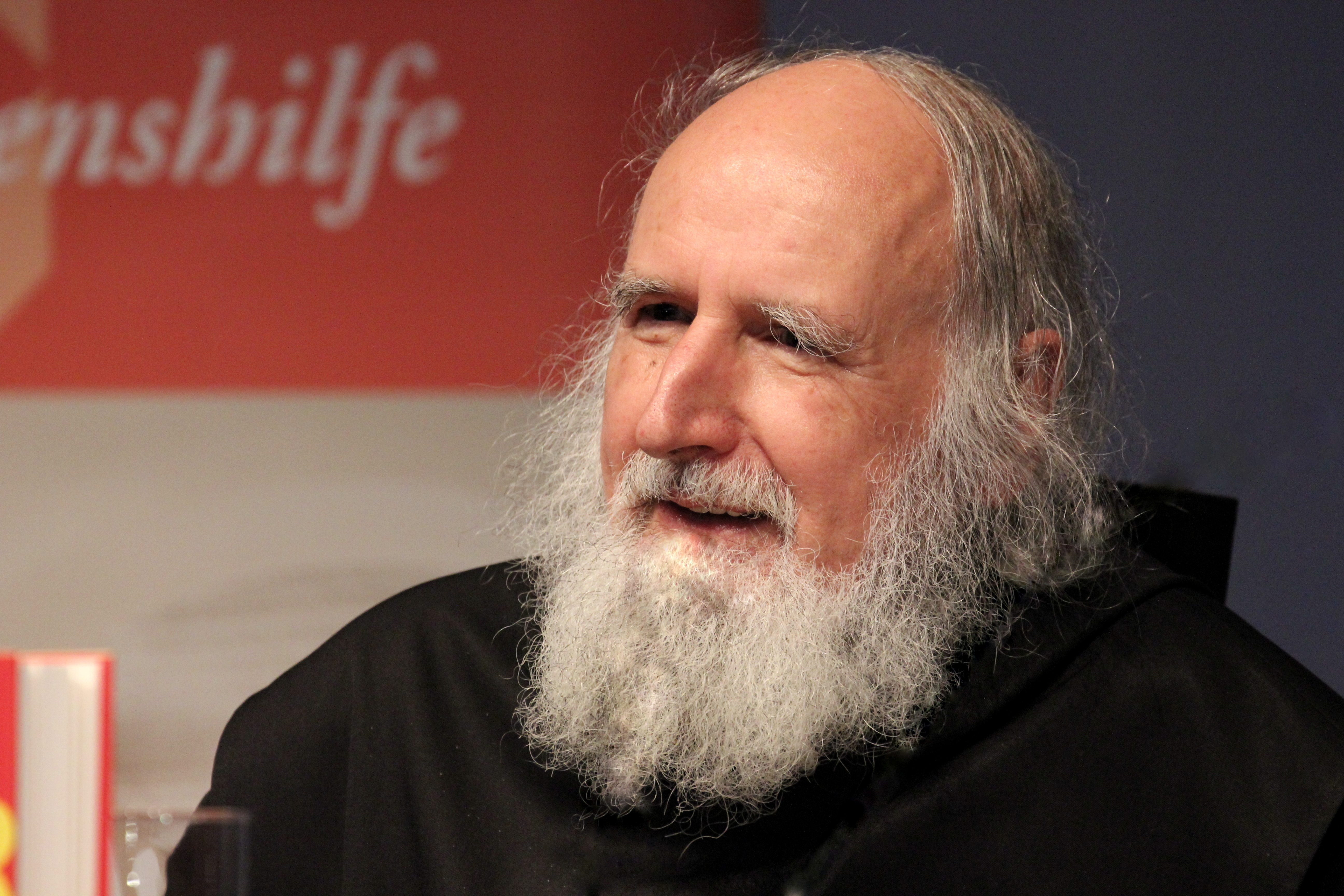
Anselm Grün auf der Frankfurter Buchmesse 2015

Anselm Grün OSB (* 14. Januar 1945 in Junkershausen als Wilhelm „Willi“ Grün) ist ein deutscher Benediktinerpater, Betriebswirt, Führungskräftetrainer, Autor spiritueller Bücher und Referent.

## Leben und Wirken

### Herkunft und Werdegang

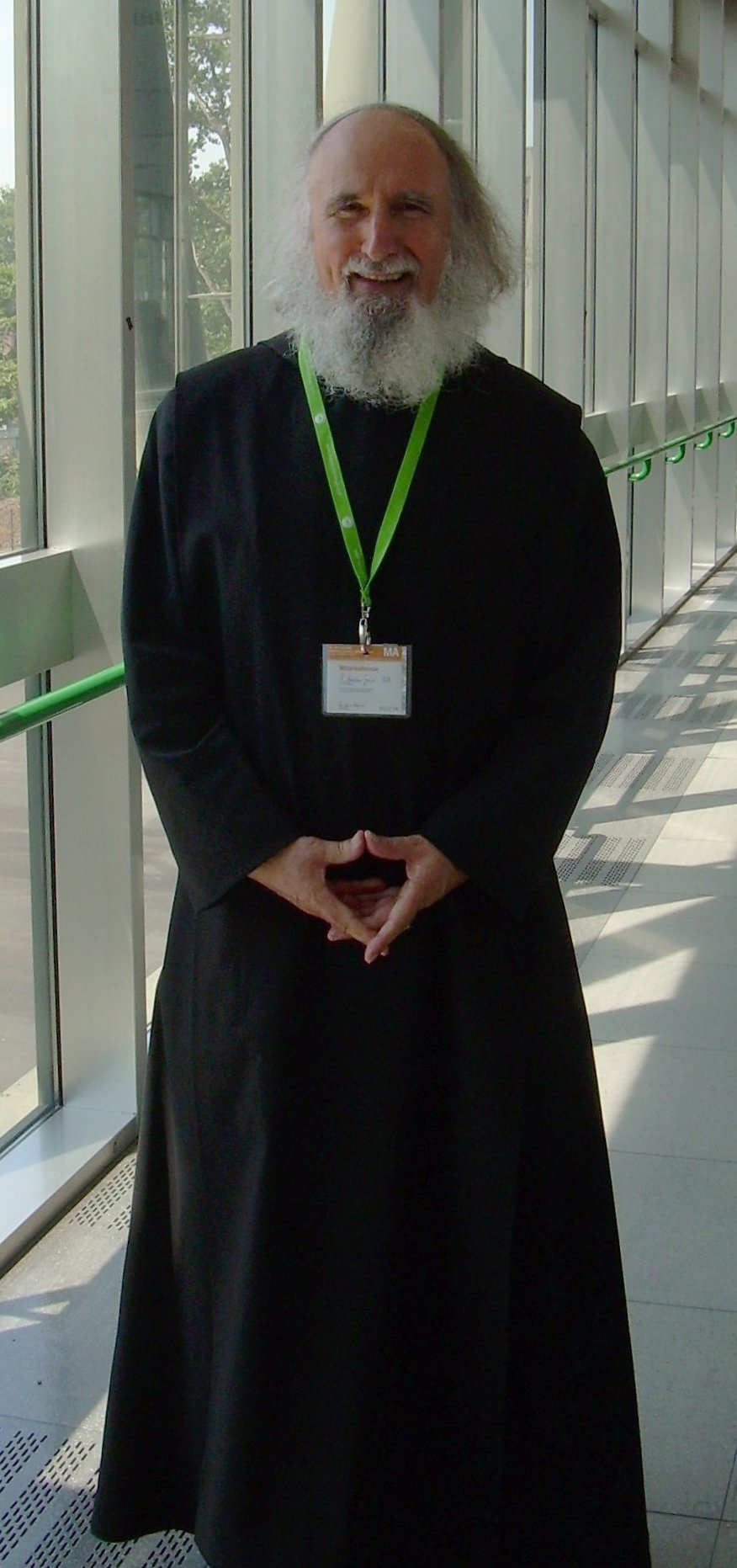
Anselm Grün auf dem Deutschen Evangelischen Kirchentag 2007 in Köln

Willi Grün wurde in den letzten Monaten des Zweiten Weltkriegs als viertes Kind des Kaufmanns Wilhelm Grün geboren und wuchs mit sechs Geschwistern in Lochham bei München auf. Seine Eltern hatten ein Elektrofachgeschäft. Seine Mutter Mathilde Grün (geboren 1910), geborene Dederichs stammte aus Dahlem in der Eifel und prägte die Sprache der Familie durch ihren Dialekt. Beide Eltern hatten mehrere Geschwister, die Ordensgemeinschaften angehörten. Mit 13 Jahren kam Willi ins Internat der Abtei Münsterschwarzach, wo sein Onkel, Pater Sturmius Grün (1904–1966), als Benediktiner lebte. 1964 legte Willi sein Abitur am Riemenschneider-Gymnasium in Würzburg ab und trat noch im selben Jahr in das Noviziat der Abtei ein, wo er den Ordensnamen Anselm bekam, der an Anselm von Canterbury erinnert. Von 1965 bis 1971 studierte er Philosophie und katholische Theologie in St. Ottilien und an der Benediktinerhochschule Sant’Anselmo in Rom. 1974 wurde Anselm Grün zum Doktor der Theologie promoviert, seine Dissertation befasst sich mit dem Thema: Erlösung durch das Kreuz. Karl Rahners Beitrag zu einem heutigen Erlösungsverständnis. Von 1974 bis 1976 studierte Grün Betriebswirtschaftslehre in Nürnberg.

### Spiritualität und Ökonomie
Anselm Grün suchte in der Umbruchszeit nach dem Zweiten Vatikanischen Konzil mit anderen jungen Mitbrüdern nach neuen Aufbrüchen in der Spiritualität. Ab 1970 beschäftigte er sich intensiv mit Meditation, Gruppendynamik und Psychologie. Dabei ließ er sich von der Tradition der alten Mönchsväter inspirieren, die er besonders mit der Psychologie Carl Gustav Jungs verband, und widmete sich auch asiatischen Meditationstechniken. Besonders prägte ihn die Begegnung mit Karlfried Graf Dürckheim, die den durch die innerkirchliche Identitätskrise verunsicherten Mönchen  bei der Selbstvergewisserung half. Grüns erstes Buch erschien 1976 und trägt den Titel Reinheit des Herzens. Es folgten zahlreiche weitere Bücher. Von 1977 bis Oktober 2013 war Grün als Cellerar für die wirtschaftliche Leitung der Abtei Münsterschwarzach mit ihren insgesamt 20 Betrieben (Gymnasium, Buchhandlung, Metzgerei, Bäckerei, Goldschmiede, Autowerkstatt, Verlag, Druckerei, Gästehaus, Recollectio-Haus, Landwirtschaft) verantwortlich. Seine erste Aufgabe als Cellerar war, ein Gästehaus zu bauen, damit Menschen ins Kloster kommen konnten.
Als einen Grundpfeiler seiner Spiritualität bezeichnet Anselm Grün die Einsicht, dass man sich nicht an sich selbst vorbei zu Gott „hin-schwindeln“ kann. Selbstbegegnung und Gottesbegegnung bedingten und bereicherten einander. Für Grün ist die christliche Mystik ein Weg zu echter Menschwerdung und tiefer Gotteserfahrung.
Seine schriftstellerische Tätigkeit trägt zum Unterhalt der Abtei bei. Nach eigenen Angaben investierte er Gewinne aus den Klosterbetrieben auch in Aktien und Anleihen. Dabei verlor er in der Finanzkrise auch Geld, was zu ordensinterner Kritik führte. Es habe sich jedoch nur um ein vorübergehendes Minus gehandelt; Spendengelder seien nicht betroffen gewesen. Auch nachdem er das Amt des Wirtschaftsleiters 2013 abgegeben hat, sind ihm die Geldanlagen des Klosters weiterhin anvertraut. Außerdem blieb er Geschäftsführer des klostereigenen Großhandels für Eine-Welt-Produkte und wurde zuletzt auch Bibliothekar des Klosters.
Der Benediktinerabt Notker Wolf bescheinigte Grün große persönliche Anspruchslosigkeit: „Seine Bücher haben Millionenauflagen, er könnte sehr reich sein, aber er braucht für sich keine 50 Euro Bargeld im Monat.“

### Schriftstellerische Tätigkeit
Nach eigener Aussage schreibt Anselm Grün zweimal wöchentlich morgens von 6 bis 8 Uhr an seinen Büchern. Seine Publikationen umfassen mehr als 300 aktuell lieferbare Titel mit einer Gesamtauflage von weltweit über 14 Millionen verkauften Büchern. Er gilt damit als der erfolgreichste deutschsprachige Autor religiöser Bücher. Die Bücher erscheinen hauptsächlich im abteieigenen Vier-Türme-Verlag sowie bei Herder und beim Kreuz Verlag, es gibt fünf bis acht Neuerscheinungen pro Jahr. Seine Schriften wurden in über 30 Sprachen übersetzt, 50 Titel auch ins Chinesische. Die Gesamtauflage seiner Bücher bezifferte Grün im Januar 2020 mit etwa 20 Millionen Stück.
Für seine siebenbändige Reihe Die Sakramente wurde Grün 2003 von dem spanischen katholischen Online-Magazin Betania als erster ausländischer Schriftsteller zum „Autor des Jahres“ gewählt.
Grün ist Herausgeber der Monatszeitschrift Einfach leben. Ein Brief von Anselm Grün, die seit April 2006 im Freiburger Verlag Herder erscheint und Tipps zur Spiritualität und Lebenskunst auf christlicher Basis bietet. Die Texte werden von Grün verfasst und von Rudolf Walter herausgegeben, der zu jedem Heft ein Interview beisteuert und jährlich zwei Themenhefte unter Mitwirkung anderer Autoren gestaltet.
Im Februar 2018 empfahl Papst Franziskus den Priestern und Diakonen des Bistums Rom, wenn sie sich in einer Midlife-Crisis befänden, unter anderem das Buch Lebensmitte als geistliche Aufgabe von Anselm Grün zur Lektüre. Jorge Mario Bergoglio gehörte seit langem zu den Lesern von Grüns Büchern und verschenkte sie schon, bevor er Papst wurde.

### Referent und spiritueller Begleiter
Anselm Grüns Tätigkeit als Referent umfasst pro Jahr im Durchschnitt etwa 200 Vorträge im In- und Ausland. Gelegentlich ist er auch im Fernsehen zu sehen, wie zum Beispiel in der Sendung von Reinhold Beckmann oder im Nachtstudio des ZDF.
Anselm Grün veranstaltet regelmäßig Kurse, so zum Beispiel in den Gästehäusern der Abtei in Münsterschwarzach. Ein Schwerpunkt seiner Arbeit ist die spirituelle Beratung von Managern aus der Privatwirtschaft. Seit 1991 arbeitet er außerdem im sogenannten Recollectio-Haus der Abtei, wo Priester, Ordensleute und kirchliche Angestellte begleitet werden, die sich in einer persönlichen Krise oder Umbruchssituation befinden.
Als Redner wird er immer wieder zu den Deutschen Evangelischen Kirchentagen eingeladen, so auch zum 38. Kirchentag in Nürnberg 2023.

## Kritik
Von konservativ-evangelikaler Seite kritisiert Alexander Seibel, Grün vermische Elemente aus christlicher Tradition, Psychologie und anderen Religionen zu einer esoterischen Heilslehre (Synkretismus) und stehe sogar Praktiken des Schamanismus positiv gegenüber, was als unbiblisch abgelehnt wird. Auch relativiere Grün in seinen Büchern christliche Grundüberzeugungen, z. B. die Bedeutung des Kreuzestodes Christi, die Wundertaten Jesu oder die Identität des Bösen. Er vertrete einen transzendenten Humanismus.
Auf katholischer Seite wird ihm mitunter vorgeworfen, sich zu sehr dem „Zeitgeist“ anzupassen bzw. zu liberale Positionen zu vertreten. Die Theologin und Benediktineroblatin Barbara Stühlmeyer warnt in einem Beitrag zu Grüns 75. Geburtstag vor dogmatischen Unschärfen in seinen Schriften, die dem Leser ein hohes Unterscheidungsvermögen abverlangen. Ihm selbst wirft sie ein Überschreiten der Grenze zur Esoterik vor, indem er Versatzstücke aus unterschiedlichen weltanschaulichen und religiösen Kontexten verwende, die nach ihrer Meinung „mit der katholischen Lehre schlicht nicht vereinbar und dementsprechend nicht zielführend“ seien.

## Ehrungen
- 2007: Bundesverdienstkreuz am Bande[24]
- 2011: Bayerischer Verdienstorden
- 2024: Ehrendoktor der Pontifícia Universidade Católica do Rio Grande do Sul[25]

## Auszeichnungen
- 2024: Per Artem Ad Deum[26]

## Publikationen (Auswahl)
- Der Himmel beginnt in dir – Das Wissen der Wüstenväter für heute, Herder, Freiburg im Breisgau, 1994, ISBN 3-451-08823-1, Herder, 2. Auflage 2019, ISBN 978-3-451-06364-0.
- 50 Engel für das Jahr. Ein Inspirationsbuch, Herder, Freiburg im Breisgau 1997, ISBN 3-451-04902-3.
- Herzensruhe. Im Einklang mit sich selber sein, Herder, Freiburg im Breisgau 1998, ISBN 978-3-451-05023-7.
- Vergiss das Beste nicht. Inspirationen für jeden Tag, Herder, Freiburg im Breisgau 2000, ISBN 3-451-04864-7.
- Das kleine Buch vom wahren Glück, Herder, Freiburg im Breisgau 2001, ISBN 3-451-07007-3.
- Das Glück der Gelassenheit im ABC der Lebenskunst, mit Fotografien von Micha Pawlitzki, Herder, Freiburg im Breisgau 2005, ISBN 3-451-28630-0.
- Die Zehn Gebote. Wegweiser in die Freiheit, Vier Türme, Münsterschwarzach 2006, ISBN 3-87868-728-1.
- Das große Buch der Evangelien. Jesus – Wege zum Leben, KREUZ VERLAG in der Verlag Herder GmbH, Freiburg im Breisgau 2010, ISBN 978-3-7831-3475-9.
- Goldene Regeln des Glücks, Herder, Freiburg im Breisgau 2012, ISBN 978-3-451-30634-1.
- mit Willigis Jäger: Das Geheimnis jenseits aller Wege. Was uns eint, was uns trennt, Vier Türme, Münsterschwarzach 2013, ISBN 978-3-89680-842-4.
- mit Walter Kohl: Was uns wirklich trägt. Über gelingendes Leben, Herder, Freiburg im Breisgau 2014, ISBN 978-3-451-33292-0.
- Bilder der Seele. Die heilende Kraft des Kirchenjahres, Vier-Türme-Verlag, Münsterschwarzach 2016, ISBN 978-3-7365-0004-4.
- Von Gipfeln und Tälern des Lebens, Vier-Türme-Verlag, Münsterschwarzach 2016, ISBN 978-3-7365-0032-7.
- Du kannst vertrauen – Worte der Zuversicht in Zeiten der Krankheit, Vier-Türme-Verlag, Münsterschwarzach 2017, ISBN 978-3-7365-0045-7.
- Erlösung durch das Kreuz – Karl Rahners Beitrag zu einem heutigen Erlösungsverständnis. Faksimile-Ausgabe der Dissertation von 1975, Vier-Türme-Verlag, Münsterschwarzach 2017, ISBN 978-3-89680-945-2.
- Versäume nicht dein Leben, dtv, München 2017, ISBN 978-3-423-34908-6.
- Staunen – Die Wunder im Alltag entdecken, Herder, Freiburg im Breisgau 2018, ISBN 978-3-451-00657-9.
- mit Ahmad Milad Karimi: Im Herzen der Spiritualität. Wie sich Muslime und Christen begegnen können, Herder, Freiburg im Breisgau 2019, ISBN 978-3-451-03131-1.
- Die hohe Kunst des Älterwerdens, Vier-Türme-Verlag, Münsterschwarzach 2020, ISBN 978-3-7365-0294-9.
- Das kleine Buch der Lebenslust, Herder, Freiburg im Breisgau 2020, ISBN 978-3-451-00825-2.
- Quarantäne! Eine Gebrauchsanweisung: So gelingt friedliches Zusammenleben zu Hause, Herder, Freiburg im Breisgau 2020, ISBN 978-3-451-38869-9.
- Was gutes Leben ist. Orientierung in herausfordernden Zeiten, Herder, Freiburg im Breisgau 2020, ISBN 978-3-451-03274-5.
- Leuchtende Stille. Ein Adventskalender aus dem Kloster, Vier-Türme-Verlag, Münsterschwarzach 2021, ISBN 978-3-7365-0409-7.

## Dokumentarfilm
- Das Phänomen Anselm Grün. Autor: Jan Frerichs, Regie: Marcus Kablitz, Deutschland 2019, 45 Minuten. (ZDF am 26. Dezember 2019; ZDF Mediathek bis 26. Dezember 2024)